# Muara Pungkut
Muara Pungkut is een bestuurslaag in het regentschap Mandailing Natal van de provincie Noord-Sumatra, Indonesië. Muara Pungkut telt 854 inwoners (volkstelling 2010).